# 阿廷環
阿廷環是抽象代數中一類滿足降鏈條件的環，以其開創者埃米爾·阿廷命名。

## 定義
一個環{\displaystyle A}稱作阿廷環，若且唯若對每個由{\displaystyle A}的理想構成的降鏈{\displaystyle {\mathfrak {a}}_{1}\supset {\mathfrak {a}}_{2}\supset \ldots ,\supset {\mathfrak {a}}_{n}\supset \ldots }，必存在{\displaystyle N\subset \mathbb {N} }，使得對所有的{\displaystyle n,m\geq N}都有{\displaystyle {\mathfrak {a}}_{n}={\mathfrak {a}}_{m}}（換言之，此降鏈將會固定）。
將上述定義中的理想代換為左理想或右理想，可以類似地定義左阿廷環與右阿廷環，A是左（右）阿廷環若且唯若A在自己的左（右）乘法下形成一個左（右）阿廷模；對於交換環則無須分別左右。

## 例子
- 設{\displaystyle k}為一個域，若環{\displaystyle A}是佈於{\displaystyle k}上的有限維代數，則{\displaystyle A}是阿廷環。

## 基本性質
若一個環{\displaystyle A}是交換阿廷環，則滿足下列性質：
- {\displaystyle A}是諾特環。
- 每個素理想皆是極大理想。
- {\displaystyle A}僅有有限個素理想。
- 對每個素理想的局部化誘導出同構 {\displaystyle A{\stackrel {\sim }{\rightarrow }}\prod _{\mathfrak {p}}A_{\mathfrak {p}}}。

就代數幾何的觀點，阿廷環的譜在拓樸上只是有限多個點，但其結構層可能帶有冪零的元素，這就使得局部阿廷環成為描述無窮小變化量的代數語言。